# Wikipedia App
Wikipedia App — офіційний додаток інтернет-енциклопедії Вікіпедія для мобільних інтернет-пристроїв, розроблений фондом Вікімедіа.
Станом на 2021 працює під операційними системами: Android (поширюється через Google Play), BlackBerry (через BlackBerry World), IOS (через App Store) та на декількох версіях Microsoft Windows такі як Windows 8, Windows 8.1, Windows 10 та Windows 11 (через Windows Store). Також фонд Вікімедіа випустив офіційний додаток Wikimedia Commons для завантаження графічних зображень до Вікісховища. Окрім офіційних додатків, незалежні розробники випустили велику кількість неофіційних додатків для читання Вікіпедії, частина з них завантажує дані безпосередньо з сайту Вікіпедії, інші додатки використовують API MediaWiki.

## Wikipedia для iOS і Android

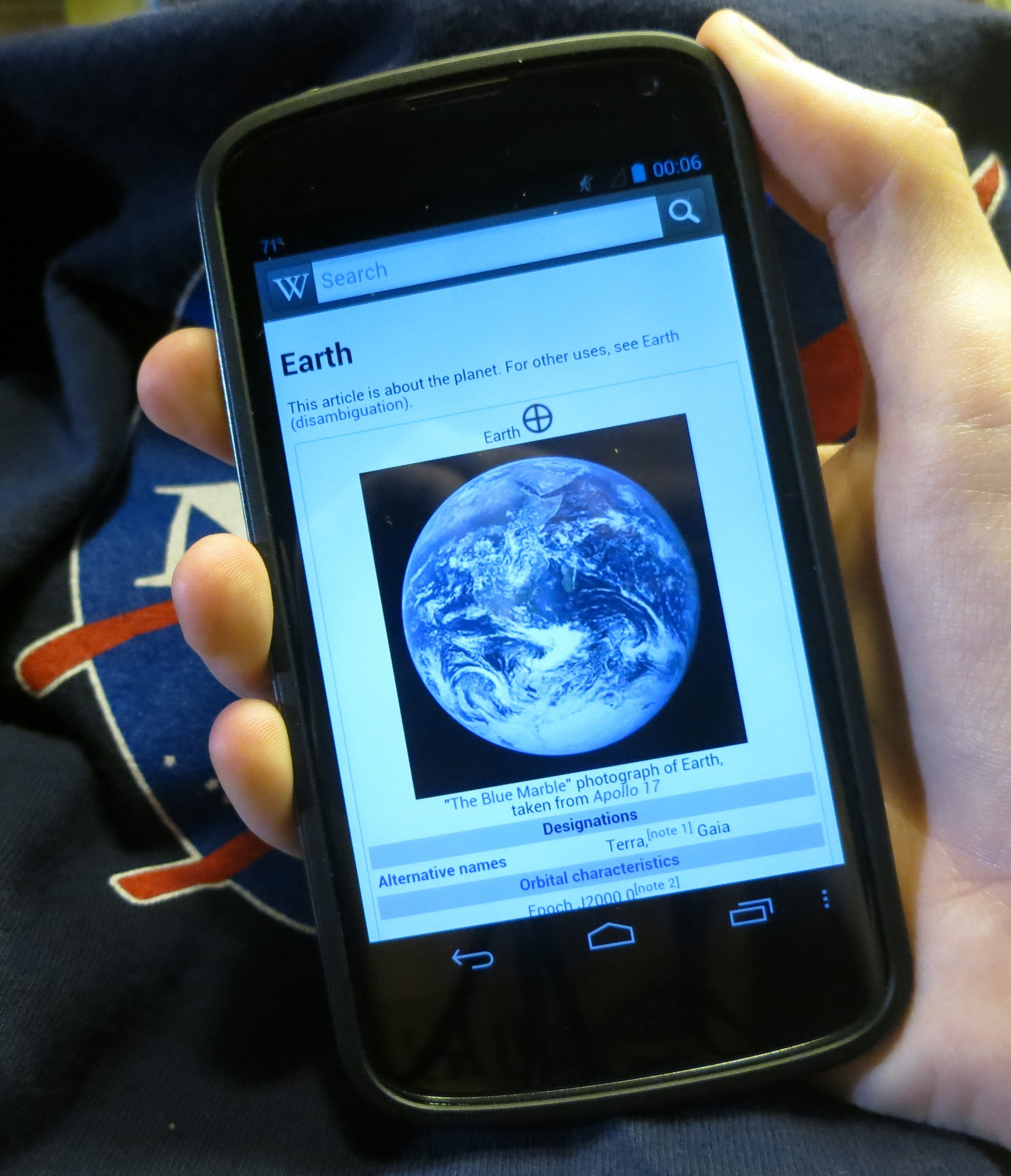
Відкритий додаток на екрані смартфона

Офіційний додаток iOS від Фонду Вікімедіа називається «Wikipedia Mobile», для Android називається «Wikipedia». Програми безкоштовні і дають можливість читання статей Вікіпедії, схожі на мобільну версію Вікіпедії. 

## Неофіційні додатки
Основною метою додатків є відображення статей, а також типові можливості: пошук статей, закладки, обмін або збільшення зображень. Деякі з них:
- «All Of Wikipedia — Offline» від розробника Brilliant(ish) Software[4]
- «WikiNodes» від розробника Institute for Dynamic Educational Advancement[5]
- та інші